# ينس نيلسون
ينس نيلسون (بالسويدية: Jens Nilsson)‏ هو سياسي سويدي، ولد في 25 سبتمبر 1948 في السويد، وتوفي في 13 مارس 2018 في بروكسل في بلجيكا. حزبياً، نشط في حزب العمال الديمقراطي الاشتراكي السويدي. وقد انتخب عضو في البرلمان الأوروبي عن دائرة السويد ‏ لترشحه ضمن   قائمة حزب العمال الديمقراطي الاشتراكي السويدي، وقد انضم خلال فترته النيابية (1 ديسمبر 2011 – 30 يونيو 2014)  للكتلة البرلمانية التحالف التقدمي للاشتراكيين والديمقراطيين وفي انتخابات البرلمان الأوروبي 2014، انتخب عضو في البرلمان الأوروبي عن دائرة السويد ‏ لترشحه ضمن   قائمة حزب العمال الديمقراطي الاشتراكي السويدي، وقد انضم خلال فترته النيابية (1 يوليو 2014 – 12 مارس 2018)  للكتلة البرلمانية التحالف التقدمي للاشتراكيين والديمقراطيين.